# Wassili Dmitrijewitsch Polenow

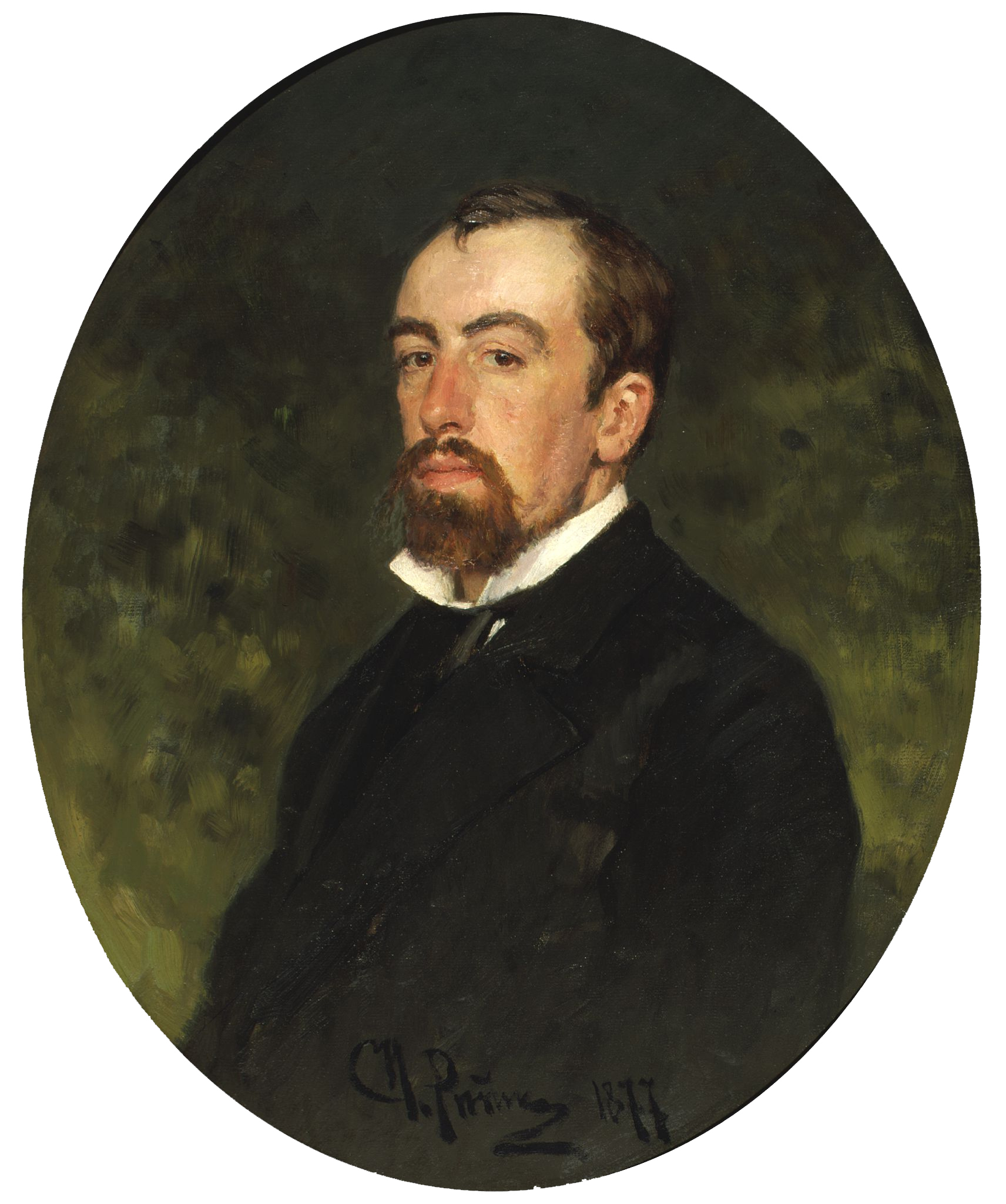
Wassili Dmitrijewitsch Polenow (I. J. Repin, 1877, Tretjakow-Galerie, Moskau)

Wassili Dmitrijewitsch Polenow (russisch Василий Дмитриевич Поленов, wiss. Transliteration Vasilij Dmitrievič Polenov; * 20. Maijul. / 1. Juni 1844greg. in Sankt Petersburg; † 18. Juli 1927 in Borok, Gouvernement Tula) war ein russischer Maler und Pädagoge.

## Leben
Polenow stammte aus einer kinderreichen Adelsfamilie. Sein Vater Dmitri Wassiljewitsch Polenow war Historiker, Archäologe und Diplomat. Sein Onkel Matwei Wassiljewitsch Polenow gehörte zu den Reformern des russischen Gerichtssystems. Seine jüngere Schwester Jelena Dmitrijewna Polenowa war Malerin und Illustratorin.

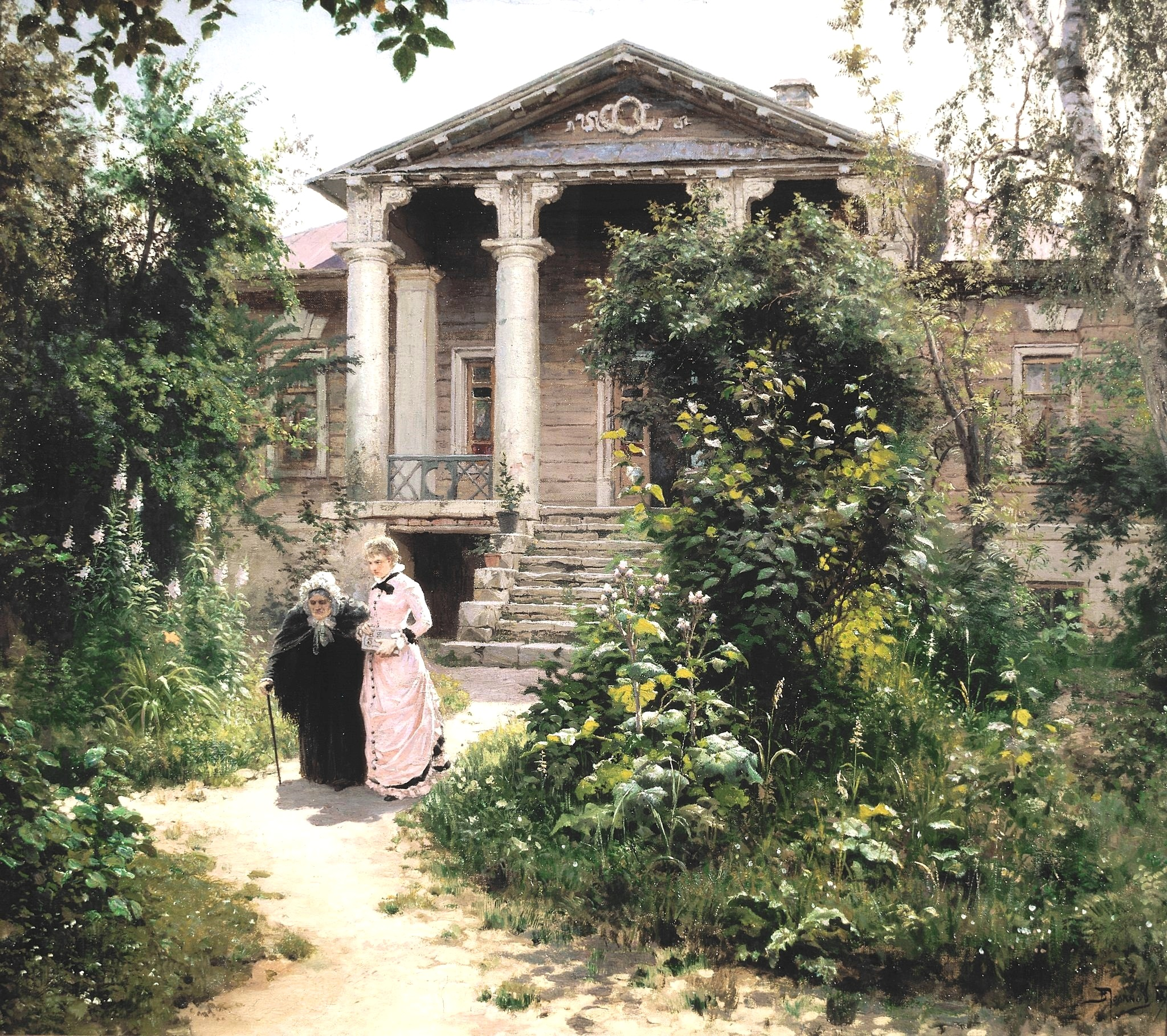
Großmutters Garten (1878)

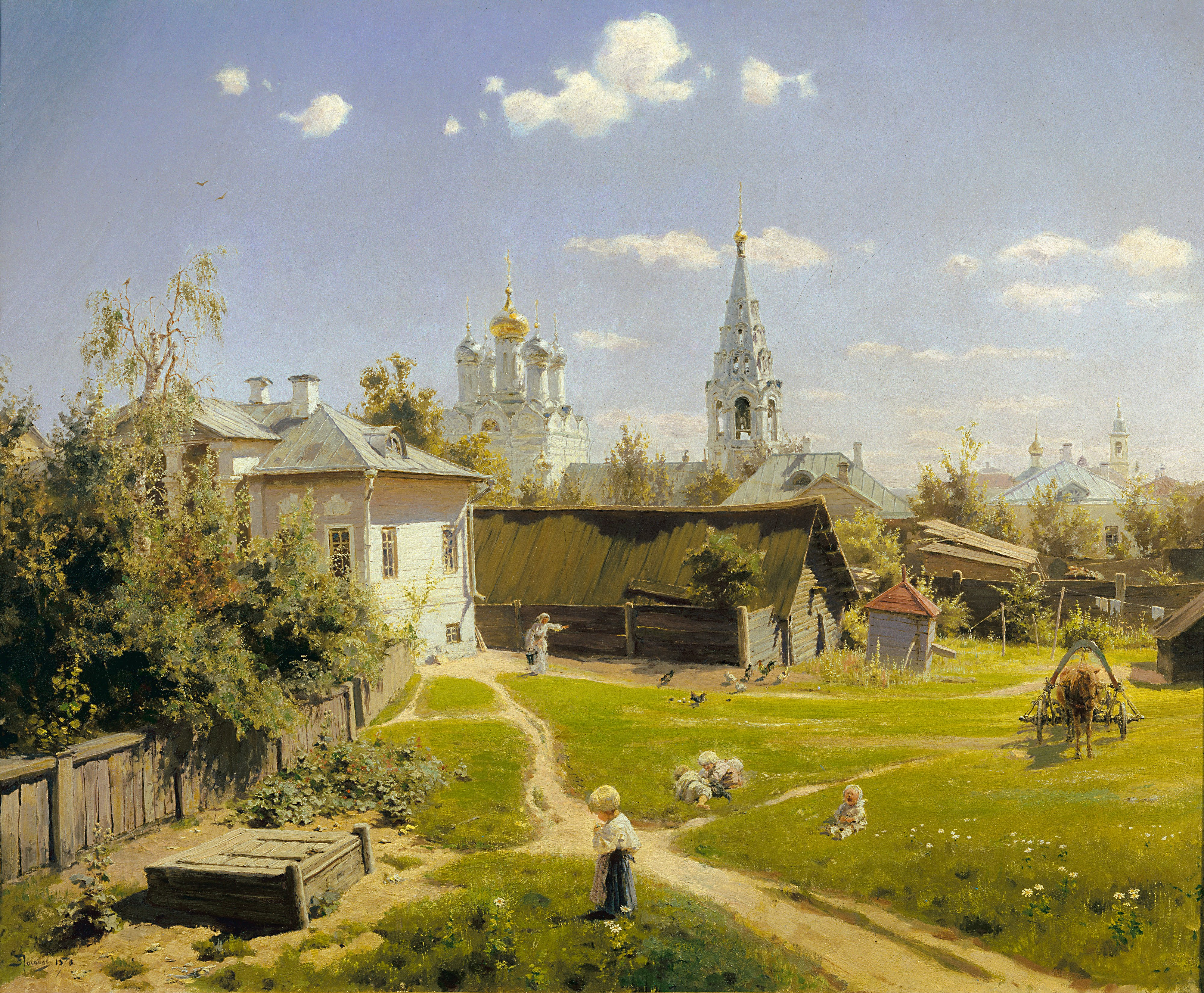
Moskauer Vorplatz (1878)

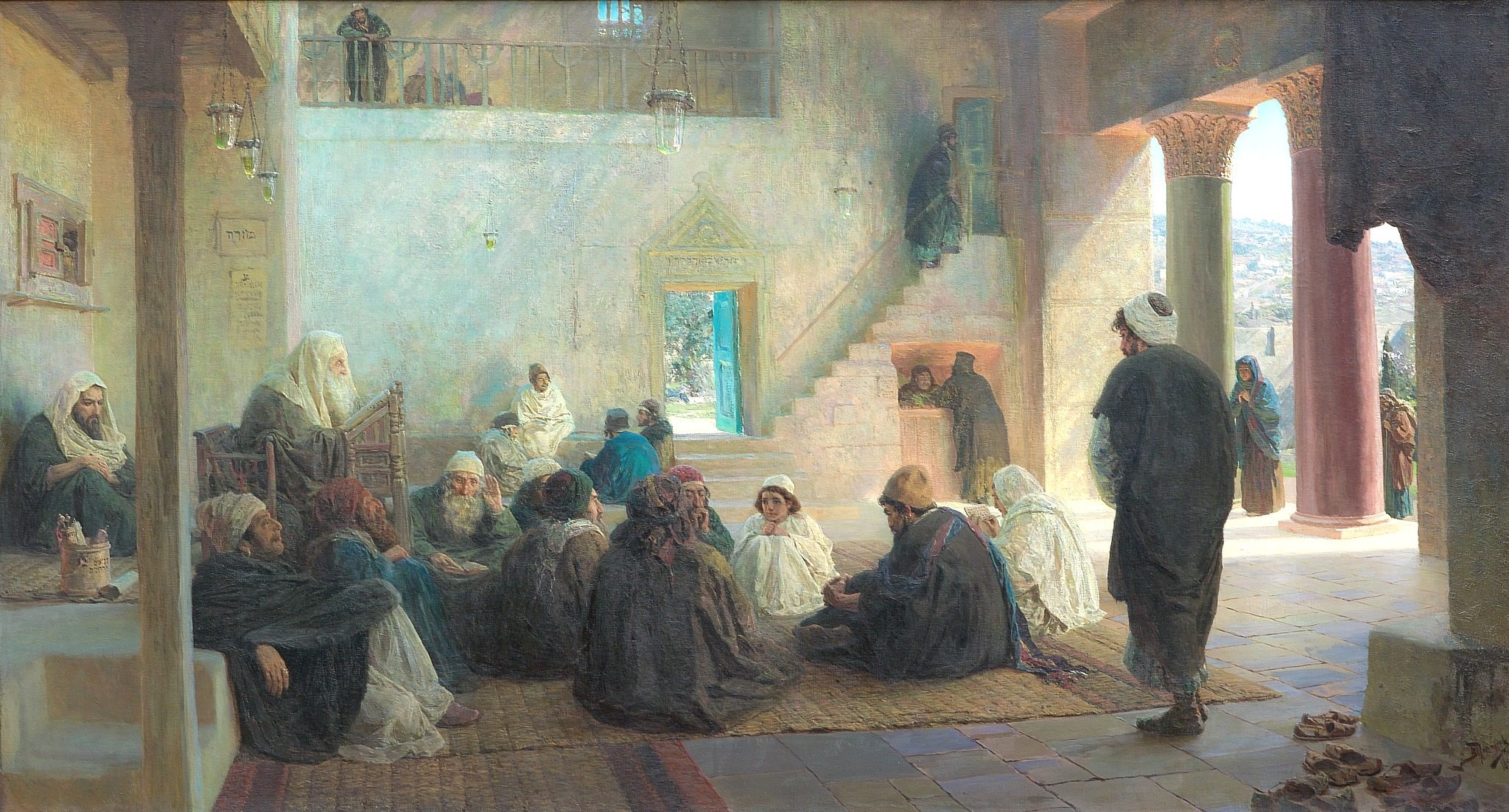
Christus unter den Lehrern (1896)

Seine schulische Ausbildung erhielt er am Gymnasium in Petrosawodsk. Danach schrieb er sich an der Petersburger Kunstakademie ein und studierte u. a. bei Pawel Petrowitsch Tschistjakow. 1869 wurde er für sein Gemälde Hiob und seine Freunde (Иов и его друзья) mit einer Goldmedaille ausgezeichnet. Im Jahr darauf erhielt er eine weitere Goldmedaille für sein Werk Христос воскрешает дочь Иаира.
Im Jahr 1872 beendete er gleichzeitig sein Studium an der juristischen Fakultät der Petersburger Universität. Danach entschloss er sich, ins Ausland zu gehen. Er besuchte Wien, München, Venedig, Florenz und Neapel. Er lebte außerdem eine längere Zeit in Paris. Dort entstand seine Gemälde Арест графини д’’Этремон.
1876 kehrte er nach Russland zurück. Bald darauf ging er in den Russisch-Türkischen Krieg, in dessen Verlauf er der offizielle Hofmaler am zaristischen Hauptquartier von Alexander III. wurde. Nach Beendigung des Krieges ließ er sich in Moskau nieder, von wo aus er 1884 zu einer weiteren ausgedehnten Reise aufbrach, die ihn nach Istanbul, Palästina, Syrien und Ägypten führte.
Nach seiner erneuten Rückkehr nach Russland wurde er Mitglied der Peredwischniki, der Genossenschaft der Künstler der Wanderausstellungen. Seit den 1870er Jahren betätigte sich Polenow zunehmend auf dem Gebiet der Malerei von Theaterdekorationen.
In der Zeit von 1882 bis 1895 lehrte er an der Moskauer Hochschule für Malerei, Bildhauerei und Architektur. Zu seinen Studenten gehörten u. a. Isaak Lewitan, Konstantin Alexejewitsch Korowin, Ilja Semjonowitsch Ostrouchow sowie Abram Jefimowitsch Archipow.
Polenow verstarb 1927 in Borok, einem Dorf in der Oblast Tula. Seine Werke sind vorrangig  der Historienmalerei, der Landschaftsmalerei sowie der Genremalerei zuzuordnen.

## Werke (Auswahl)
- Tür auf die goldene Terrasse des Terem-Palstes (um 1900), Öl auf Leinwand, Staatliche Tretjakow-Galerie, Moskau
- Großmutters Garten (Бабушкин сад, 1879)
- Sommer (Лето)
- Die Große (Большая)
- Zugewachsener Teich (Заросший пруд)
- Christus und die Sünderin (Христос и грешница)
- Spaziergängerin auf einem Waldweg
- Die Kranke (Больная)
- Der goldene Herbst (Золотая осень)